# Kvašov
Kvašov (em húngaro: Kvassó) é um município da Eslováquia, situado no distrito de Púchov, na região de Trenčín. Tem 7,47 km² de área e sua população em 2018 foi estimada em 658 habitantes.

## Demografia
| Ano:        | 1994 | 2004   | 2014   | 2024   |
| ----------- | ---- | ------ | ------ | ------ |
| Broj ljudi: | 683  | 658    | 661    | 636    |
| Razlika:    |      | -3,66% | +0,45% | -3,78% |

| Ano:               | 2023 | 2024   |
| ------------------ | ---- | ------ |
| Número de pessoas: | 643  | 636    |
| Diferença:         |      | -1,08% |